# Eschenburg-Raum
Eschenburg-Räume sind eine wichtige Klasse von Beispielen im mathematischen Gebiet der Differentialgeometrie. Sie sind die einfachsten nicht-homogenen Beispiele positiv gekrümmter Mannigfaltigkeiten.

## Konstruktion
Die Eschenburg-Räume entstehen als Biquotienten einer Links- und Rechtswirkung der Kreisgruppe auf der speziellen unitären Gruppe {\displaystyle SU(3)}.
Seien {\displaystyle k=(k_{1},k_{2},k_{3})} und {\displaystyle l=(l_{1},l_{2},l_{3})} Tripel ganzer Zahlen mit {\displaystyle k_{1}+k_{2}+k_{3}=l_{1}+l_{2}+l_{3}}. Dann betrachtet man die zweiseitige Wirkung von {\displaystyle S^{1}=\left\{z\in \mathbb {C} \colon |z|=1\right\}} auf der Lie-Gruppe {\displaystyle SU(3)}, die durch Linksmultiplikation mit der Diagonalmatrix {\displaystyle \operatorname {diag} (z^{k_{1}},z^{k_{2}},z^{k_{3}})} und Rechtsmultiplikation mit {\displaystyle \operatorname {diag} (z^{l_{1}},z^{l_{2}},z^{l_{3}})} wirkt. 
Der Biquotient dieser Wirkung ist der Eschenburg-Raum
{\displaystyle E_{kl}=\operatorname {diag} (z^{k_{1}},z^{k_{2}},z^{k_{3}})\backslash SU(3)/\operatorname {diag} (z^{l_{1}},z^{l_{2}},z^{l_{3}})}.
Die Wirkung ist genau dann eine freie Wirkung, wenn {\displaystyle \operatorname {diag} (z^{k_{1}},z^{k_{2}},z^{k_{3}})} nicht zu {\displaystyle \operatorname {diag} (z^{l_{1}},z^{l_{2}},z^{l_{3}})} konjugiert ist, also wenn 
{\displaystyle kgV(k_{1}-l_{1};k_{2}-l_{2})=1,\ kgV(k_{1}-l_{2};k_{2}-l_{1})=1,\ kgV(k_{1}-l_{1};k_{2}-l_{3})=1,}
{\displaystyle kgV(k_{1}-l_{2};k_{2}-l_{3})=1,\ kgV(k_{1}-l_{3};k_{2}-l_{1})=1,\ kgV(k_{1}-l_{3};k_{2}-l_{2})=1}
gilt.
Für {\displaystyle l=(0,0,0)} erhält man die  Aloff-Wallach-Räume.

## Eigenschaften
Die von einer gewissen links-invarianten Metrik der {\displaystyle SU(3)} auf {\displaystyle E_{kl}} induzierte Metrik hat genau dann positive Schnittkrümmung, wenn 
{\displaystyle k_{i}\notin \left[\min(l_{1},l_{2},l_{3}),\ \max(l_{1},l_{2},l_{3})\right]} für {\displaystyle i=1,2,3}
gilt. 
Es gibt eine Reihe von Diffeomorphismen zwischen Eschenburg-Räumen. So induziert jede Permutation der Einträge in {\displaystyle k} oder {\displaystyle l} eine diffeomorphe Mannigfaltigkeit. Es gilt {\displaystyle E_{kl}\simeq E_{lk}} und es gibt einen (orientierungs-umdrehenden) Diffeomorphismus zwischen {\displaystyle E_{kl}} und {\displaystyle E_{-k,-l}}. Weiterhin erzeugt die Addition derselben ganzen Zahl zu allen Einträgen
von {\displaystyle k} und {\displaystyle l} einen diffeomorphen Raum.
Die Isometrie-Gruppe eines Eschenburg-Raumes hat Rang {\displaystyle 3}.
Insbesondere hat jeder Eschenburg-Raum positiver Schnittkrümmung eine eindeutige Darstellung {\displaystyle E_{kl}} mit
{\displaystyle k=(k_{1},k_{2},l_{1}+l_{2}-k_{1}-k_{2})}
{\displaystyle l=(l_{1},l_{2},0)}
{\displaystyle k_{1}\geq k_{2}>l_{1}\geq l_{2}\geq 0}.
Für die Kohomologiegruppen gilt
{\displaystyle H^{1}(E_{kl})=0,H^{2}(E_{kl})=\mathbb {Z} }
{\displaystyle H^{3}(E_{kl})=0,H^{4}(E_{kl})=\mathbb {Z} /r\mathbb {Z} }
mit {\displaystyle r=\vert k_{1}k_{2}+k_{1}k_{3}+k_{2}k_{3}-l_{1}l_{2}-l_{1}l_{3}-l_{2}l_{3}\vert }. Der Erzeuger von {\displaystyle H^{4}} ist das Quadrat des Erzeugers von {\displaystyle H^{2}}.